# Prix Femina
Prix Femina er en fransk litteraturpris, der blev oprettet i 1904 af 22 journalister på magasinet La Vie heureuse som en reaktion på Goncourtprisen. Prisen uddeles årligt af en rent kvindelig jury første onsdag i november. Blandt prismodtagerne findes Romain Rolland (1905), Georges Bernanos (1929), Antoine de Saint-Exupéry (1931), Marguerite Yourcenar (1968), Jorge Semprún (1969), Régis Debray (1977).
| Pris | Spire Denne artikel om priser eller udmærkelser er en spire som bør udbygges. Du er velkommen til at hjælpe Wikipedia ved at udvide den. |